# Eric Ambler
Eric Clifford Ambler (Londres, Reino Unido, 28 de junio de 1909 - 22 de octubre de 1998), más conocido como Eric Ambler o con el seudónimo Eliot Reed (cuando escribió obras junto a Charles Rodda), fue un escritor británico de novela negra y novela de espionaje (a las que introdujo un nuevo realismo), guionista y productor cinematográfico.

## Biografía
Eric Ambler tuvo una infancia feliz, según su propia autobiografía (Here Lies: An Autobiography, 1985), en donde narra con humor y modestia la primera parte de la vida del que llegará a ser maestro de la nueva novela de espionaje. En 1928 obtiene su título de ingeniero y tras trabajar como actor de vaudeville, prefiere dedicarse a la publicidad, profesión que ejercerá hasta finales de la Segunda Guerra Mundial y que alternará con la novela. Entre 1936 y 1940 escribe seis novelas de espionaje, que se convertirán en clásicos, entre ellas su primera obra The Dark Frontier.
Se enrola en el ejército británico en 1940 y permanecerá seis años sirviendo en los batallones de propaganda cinematográfica, escribiendo guiones y realizando filmaciones en los lugares de batalla, en donde conoce a John Huston. Abandona con la graduación de teniente coronel. Tras la Segunda Guerra Mundial prueba sin éxito la aventura americana, como guionista en Hollywood, pero al cabo de poco tiempo regresa en 1951 a la novela. En 1958 decide volver a Europa y prosiguió su carrera literaria hasta 1981. 
La contribución de Eric Ambler será fundamental para elevar el thriller a la categoría de literatura noble. La novela negra será el género preferido por Ambler, ya que le permitía expresar sus opiniones políticas, aunque nunca caerá en las ilusiones de las utopías. Sus personajes son personas normales, en muchas ocasiones llegadas a espías sin pretenderlo, antihéroes vapuleados por fuerzas que les superan con mucho. A menudo Ambler utiliza su experiencia en los negocios y su formación como ingeniero para dar verosimilitud a sus relatos, sirviéndose de un muy británico sentido del humor y de un estilo de escritura inimitable.

"Ambler elevó el thriller desde las profundidades subliterarias, demostrando que el género y la buena prosa no eran incompatibles, y redimió sus convenciones para propósitos más serios que la exhibición de machos. Prácticamente sin ayuda redefinió el thriller para hacer posible el logro de los realistas de posguerra como John Le Carre y Len Deighton."
Peter Lewis (Universidad de Durham, 1990) 

## Obras literarias
| Año  | Título original                       | Adaptaciones cinematográficas                                                    | Ediciones en español |
| ---- | ------------------------------------- | -------------------------------------------------------------------------------- | --- |
| 1936 | The Dark Frontier                     |                                                                                  | Fronteras sombrías, Montesinos, 1987, trad. E. Jou |
| 1937 | Uncommon Danger                       | Background to Danger, Raoul Walsh, 1943                                          | Insólito peligro, Verón, 1973, trad. Agustí Bartra Peligro extremo, RBA, 2012 |
| 1938 | Epitaph For a Spy                     | Hotel Reserve, dirigida por Lance Comfort, Mutz Greenbaum y Victor Hanbury, 1944 | Epitafio para un espía, Instituto Cubano del Libro, 1969, trad. Julio Vacarezza. Epitafio para un espía, Verón, 1971, Navona, 2008, trad. Manuel Pais Antiqueira                                                   |
| 1938 | Cause of Alarm                        |                                                                                  | Motivo de alarma, Montesinos, 1987 - El Aleph, 2005, trad. Manuel Pais Antiqueira. |
| 1939 | A Coffin for Dimitrios                | La máscara de Dimitrios, dir. Jean Negulesco, 1944                               | La máscara de Dimitrios, Bruguera, 1979 - Sudamericana, 1991, trad. Ana Goldar. |
| 1939 | The Army of the Shadows               |                                                                                  | |
| 1940 | Journey Into Fear                     | Estambul, dir. Norman Foster, 1943                                               | Jornada de terror, Poseidón, 1945, trad. María Luisa Martínez Alinari Viaje al miedo, Bruguera, 1981, trad. Antonio Escohotado Viaje al miedo, Oveja Negra, 1985 - Montesinos, 1988, trad. Manuel Sáenz de Heredia |
| 1950 | Skytip                                |                                                                                  | |
| 1951 | Judgment on Deltchev                  |                                                                                  | El proceso Deltchev, Verón, 1974, trad. Manuel Pais Antiqueira |
| 1951 | Tender to Danger                      |                                                                                  | |
| 1953 | The Schimer Inheritance               |                                                                                  | Herencia maldita, Versal, 1987. |
| 1953 | The Maras Affair                      |                                                                                  | |
| 1954 | Charter to Danger                     |                                                                                  | |
| 1956 | The Night-Comers                      |                                                                                  | |
| 1958 | Passport to Panic                     |                                                                                  | |
| 1959 | Passage of Arms                       |                                                                                  | El gran negocio de Girija, G.P. 1967, trad. Carlos Paytuvi de Sierra |
| 1962 | The Light of Day                      | Topkapi, dir. Jules Dassin, 1964                                                 | La luz del día, Plaza & Janés, 1965, trad. Mary Rowe. |
| 1963 | The Ability to Kill: And Other Pieces |                                                                                  | |
| 1964 | A Kind of Anger                       |                                                                                  | Una cierta angustia, Verón, 1974, trad. Manuel Pais Antiqueira |
| 1967 | Dirty Story                           |                                                                                  | |
| 1969 | The Intercom Conspiracy               |                                                                                  | La conspiración Intercom, Planeta, 1989, trad. Clara Cabarrocas Piquer. |
| 1972 | The Levanter                          |                                                                                  | El hombre de Oriente Medio, Verón, 1972, trad. Manuel Pais Antiqueira Chantaje en Oriente, Planeta, 1990, trad. Clara Cabarrocas Piquer.                                                                           |
| 1974 | Doctor Frigo                          |                                                                                  | Doctor Frigo, Vergara, 1974 - Círculo de Lectores, 1974 - Pomaire, 1975, trad. Gregorio Vlastelica |
| 1976 | Send no More Roses                    |                                                                                  | No siga mandando rosas, Pomaire, 1979, trad. Marta Isabel Gustavino No envies más rosas, Planeta, 1991, trad. Clara Cabarrocas Piquer                                                                              |
| 1982 | The Care of Time                      |                                                                                  | El paso del tiempo, Argos Vergara, 1981, trad. Pilar Giralt. |
| 1985 | Here Lies: An Autobiography           |                                                                                  | Memorias, Diagonal (Grup 62), 2003. |

## Filmografía

### Guionista
- 1943 : The New Lot, dirigida por Carol Reed
- 1944 : The Way Ahead, dirigida por Carol Reed
- 1947 : The October Man, dirigida por Roy Ward Baker
- 1949 : Amigos apasionados (The Passionate Friends), dirigida por David Lean
- 1950 : Armas secretas (Highly Dangerous), dirigida por Roy Ward Baker
- 1951 : The Magic Box, dirigida por John Boulting
- 1951 : Encore, dirigida por Harold French
- 1952 : The Card, dirigida por Ronald Neame
- 1953 : The Cruel Sea, dirigida por Charles Frend
- 1953 : Rough Shoot, dirigida por Robert Parrish
- 1954 : The Purple Plain, dirigida por Robert Parrish
- 1954 : Lease of Life, dirigida por Charles Frend
- 1957 : Yangtse Incident: The Story of HMS Amethyst, basada en el Incidente del Yangtsé, dirigida por Michael Anderson.
- 1958 : A Night to Remember, dirigida por Roy Ward Baker
- 1959 : Misterio en el barco perdido (The Wreck of the Mary Deare), dirigida por Michael Anderson
- 1962 : Rebelión a bordo (Mutiny on the Bounty), dirigida por Lewis Milestone
- 1971 : Love Hate Love (TV), dirigida por George McCowan

### Productor
- 1947 : The October Man, dirigida por Roy Ward Baker.
- 1949 : Amigos apasionados (The Passionate Friends), dirigida por David Lean.

### Actor
- 1939 : Jamaica Inn, dirigida por Alfred Hitchcock.
- 1952 : Ivanhoe, dirigida por Richard Thorpe.
- 1959 : Misterio en el barco perdido (The Wreck of the Mary Deare), dirigida por Michael Anderson.
- 1966 : Eye of the Devil, dirigida por J. Lee Thompson.

## Premios y distinciones
Premios Óscar
| Año  | Categoría   | Película  | Resultado |
| ---- | ----------- | --------- | --------- |
| 1954 | Mejor guion | Mar cruel | Nominado  |